# Christo Danow (prawnik)
Christo Weselinow Danow (bułg. Христо Данов, ur. 19 stycznia 1922 w Sofii, zm. 17 lutego 2003 tamże) – bułgarski prawnik i polityk, adwokat, pierwszy niekomunistyczny minister spraw wewnętrznych Bułgarii od 1946 roku (1990-1991), w latach 2000–2003 przewodniczący Trybunału Konstytucyjnego.
Był absolwentem prawa na Uniwersytecie św. Klemensa z Ochrydy (1946). Przez prawie czterdzieści lat (1947-1985) pracował w stolicy kraju jako adwokat.
W grudniu 1990 roku, kilka miesięcy po Okrągłym Stole, za sformowanie nowego rządu po raz pierwszy współodpowiedzialni (obok trwających przy władzy komunistów) byli przedstawicieli opozycyjnego Związku Sił Demokratycznych. Kwestią sporną między koalicjantami była obsada m.in. stanowiska ministra spraw wewnętrznych. Pierwotnie resortem miał kierować premier Dimityr Popow, jednak ostatecznie obie strony uznały, że tekę powinien objąć bezpartyjny fachowiec. 20 grudnia 1990 roku pierwszym niekomunistycznym ministrem spraw wewnętrznych został Danow.
Po upadku rządu Popowa powrócił do praktyki adwokackiej. Przerwał ją w 2000 roku, kiedy został przewodniczącym Trybunału Konstytucyjnego. Pełnił swoje obowiązki aż do śmierci, w lutym 2003 roku.